# 李业甫
李业甫（1934年12月—2023年1月3日），男，回族，安徽定远人，中国推拿学家，安徽省中西医结合医院主任医师、教授，第三届国医大师。